# Гагма Кодорі
Гагма Кодорі (груз. გაღმა კოდორი) — село в Грузії.
За даними перепису населення 2014 року в селі проживає 259 осіб.